# Listonosz (powieść)
Listonosz (tyt. oryg. The Postman) – powieść fantastycznonaukowa amerykańskiego pisarza Davida Brina. Powieść ukazała się w 1985 r., polskie wydanie, w tłumaczeniu Michała Jakuszewskiego, wydało wydawnictwo Zysk i S-ka w 1996 r. Powieść otrzymała nagrodę Campbella oraz Locusa w 1986 r.

## Fabuła
Ziemia po apokalipsie. Samotny wędrowiec znajduje kurtkę zmarłego listonosza i wciela się w jego rolę. W czasach upadku cywilizacji przynosi ludziom nadzieję i wiarę w podstawowe wartości.
Powieść została zekranizowana w 1997 r. (polski tytuł Wysłannik przyszłości) przez Kevina Costnera, który zagrał także tytułową rolę. Film nie miał najlepszych recenzji, otrzymał pięć Złotych Malin.